# Al-Hoessein-Orde voor Militaire Verdienste

Al-Hoessein-Orde voor Militaire Verdienste

Lint van de Al-Hoessein-Orde voor Militaire Verdienste

De Al-Hoessein-Orde voor Militaire Verdienste (Arabisch: "Wisam al-Istahaqaq al-Askari al-Husayniya") is een ridderorde die voor verdienste in en voor de Jordaanse strijdkrachten wordt verleend.
Het was Koning Hoessein van Jordanië die deze orde in 1976 instelde.De orde heeft vijf graden en wordt ook wel aan burgers toegekend.
De graden van de orde
- Grootlint

De Grootlinten dragen het 80 millimeter brede lint van de orde over hun rechterschouder en het 52 millimeter brede kleinood op hun linkerheup.Op de linkerborst dragen zij een 98 millimeter brede ster.
Deze graad wordt aan generaals verleend.
- Grootofficier

De Grootofficieren dragen het 52 millimeter brede kleinood aan een lint om de hals.Op de linkerborst dragen zij een 98 millimeter brede ster.
Deze graad wordt aan brigadegeneraals en kolonels verleend.
- Commandeur

De Commandeurs dragen het 60 millimeter brede kleinood aan een lint om de hals.
Deze graad is voor hogere officieren bestemd.
- Lid der Vierde Klasse

Zij dragen het 52 millimeter brede kleinood aan een smal lint met rozet op de linkerborst.
Deze graad is voor Luitenants en kapiteins bestemd.
- Lid der Vijfde Klasse

Zij dragen het 52 millimeter brede kleinood aan een smal lint op de linkerborst.
Het kleinood van de orde
Het kleinood is een op een groene lauwerkrans gelegde wit geëmailleerde gouden ster met zeven punten. Op iedere punt staat een gouden bal.Op de ster is een kleinere zilveren ster met zeven punten en op een centraal rood medaillon het gouden wapen van de strijdkrachten binnen een lauwerkrans gelegd. Boven de ster dient een kleine gouden ring als bevestiging aan het lint.
Het lint is van groene gewaterde zijde met een zwart-wit-rood-witte bies en de decoratie wordt op de linkerborst gedragen.